# Panamerikanische Spiele 2011/Leichtathletik

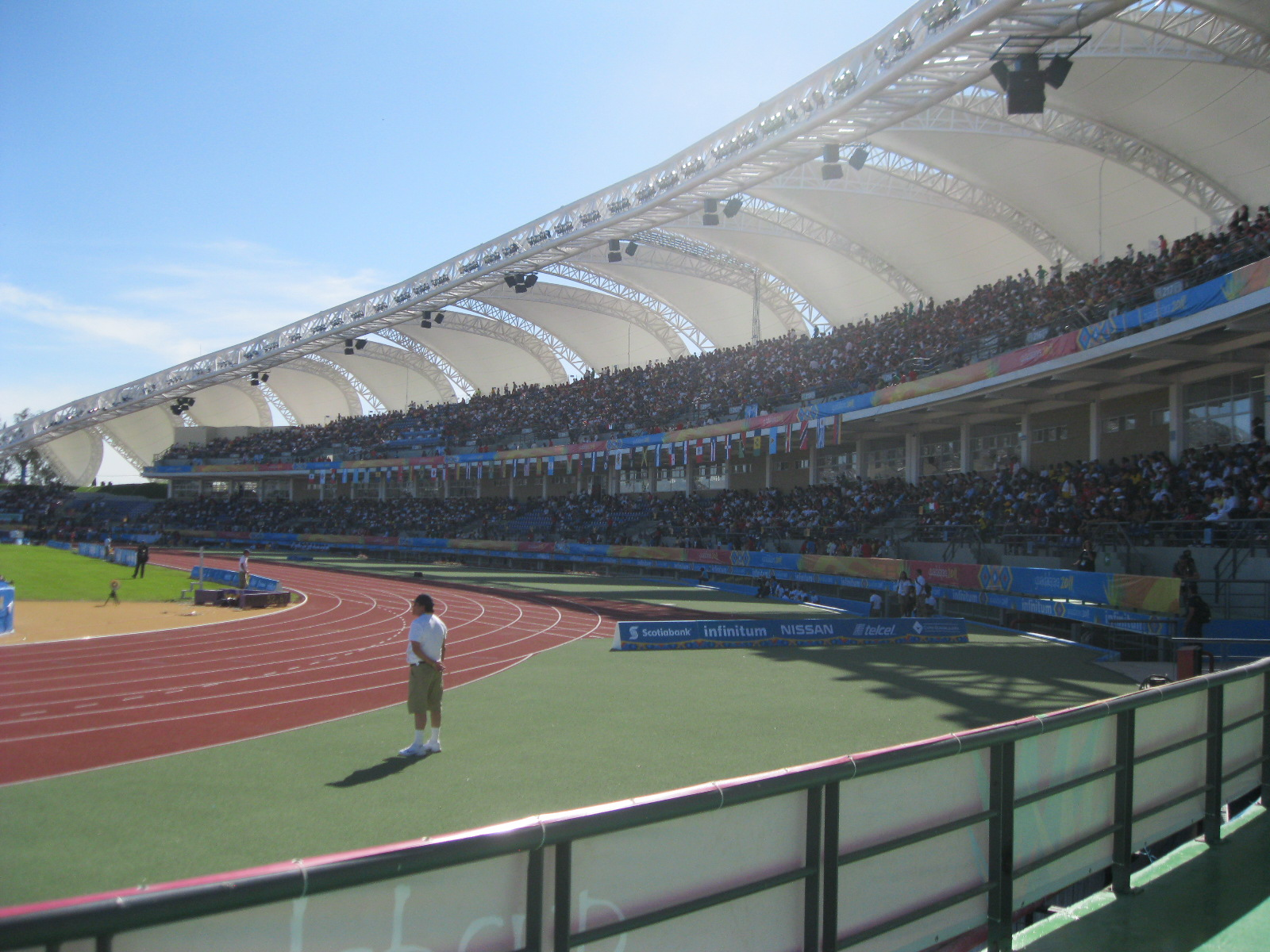
Telmex Athletics Stadium (2011)

Bei den Panamerikanischen Spielen 2011 in Guadalajara (Mexiko) wurden in der Leichtathletik vom 23. Oktober bis zum 30. Oktober 47 Wettbewerbe ausgetragen, 24 für Männer und 23 für Frauen.

## Medaillenspiegel
| Platz  | Land                    | Gold | Silber | Bronze | Gesamt |
| ------ | ----------------------- | ---- | ------ | ------ | ------ |
| 01     | Kuba                    | 18   | 6      | 9      | 33     |
| 02     | Brasilien               | 10   | 6      | 7      | 23     |
| 03     | Vereinigte Staaten      | 4    | 8      | 5      | 17     |
| 04     | Mexiko                  | 4    | 4      | 2      | 10     |
| 05     | Kolumbien               | 3    | 5      | 9      | 17     |
| 06     | Guatemala               | 2    | 1      | 1      | 4      |
| 07     | Jamaika                 | 1    | 4      | —      | 5      |
| 08     | Kanada                  | 1    | 2      | 1      | 4      |
| 09     | Venezuela               | 1    | 1      | 2      | 4      |
| 10     | Bahamas                 | 1    | —      | 1      | 2      |
| 11     | Chile                   | 1    | —      | —      | 1      |
| 11     | Costa Rica              | 1    | —      | —      | 1      |
| 13     | Ecuador                 | —    | 4      | —      | 4      |
| 14     | Dominikanische Republik | —    | 2      | 4      | 6      |
| 15     | St. Kitts und Nevis     | —    | 2      | —      | 2      |
| 16     | Trinidad und Tobago     | —    | 1      | 1      | 2      |
| 17     | Dominica                | —    | 1      | —      | 1      |
| 18     | Argentinien             | —    | —      | 2      | 2      |
| 18     | Peru                    | —    | —      | 2      | 2      |
| 20     | Barbados                | —    | —      | 1      | 1      |
| Gesamt | Gesamt                  | 47   | 47     | 47     | 141    |

## Männer

### 100 m
| Platz | Athlet             | Land | Zeit (s) |
| ----- | ------------------ | ---- | -------- |
| 1     | Lerone Clarke      | JAM  | 10,01    |
| 2     | Kim Collins        | SKN  | 10,04    |
| 3     | Emmanuel Callender | TRI  | 10,16    |
| 4     | Carlos Jorge       | DOM  | 10,26    |
| 5     | Nilson André       | BRA  | 10,26    |
| 6     | Calesio Newman     | USA  | 10,31    |
| 7     | Álvaro Gómez       | COL  | 10,33    |
| 8     | David Lescay       | CUB  | 10,39    |

Finale: 25. Oktober
Wind: 0,2 m/s

### 200 m
| Platz | Athlet           | Land | Zeit (s) |
| ----- | ---------------- | ---- | -------- |
| 1     | Roberto Skyers   | CUB  | 20,37    |
| 2     | Lansford Spence  | JAM  | 20,38    |
| 3     | Bruno de Barros  | BRA  | 20,45    |
| 4     | Michael Mathieu  | BAH  | 20,62    |
| 5     | Rolando Palacios | HON  | 20,77    |
| 6     | Álex Quiñónez    | ECU  | 20,86    |
| 7     | Sandro Viana     | BRA  | 20,94    |
| 8     | Cristián Reyes   | CHI  | 20,97    |

Finale: 27. Oktober
Wind: −1,0 m/s

### 400 m
| Platz | Athlet             | Land | Zeit (s) |
| ----- | ------------------ | ---- | -------- |
| 1     | Nery Brenes        | CRC  | 44,65    |
| 2     | Luguelín Santos    | DOM  | 44,71    |
| 3     | Ramon Miller       | BAH  | 45,01    |
| 4     | William Collazo    | CUB  | 45,33    |
| 5     | Noel Ruíz          | CUB  | 45,69    |
| 6     | Arismendy Peguero  | DOM  | 45,72    |
| 7     | Chris Brown        | BAH  | 45,89    |
| 8     | Anderson Henriques | BRA  | 45,92    |

Finale: 26. Oktober

### 800 m
| Platz | Athlet           | Land | Zeit (min) |
| ----- | ---------------- | ---- | ---------- |
| 1     | Andy González    | CUB  | 1:45,58    |
| 2     | Kleberson Davide | BRA  | 1:45,75    |
| 3     | Raidel Acea      | CUB  | 1:46,23    |
| 4     | Tyler Mulder     | USA  | 1:46,46    |
| 5     | Mark Wieczorek   | USA  | 1:47,75    |
| 6     | Lutimar Paes     | BRA  | 1:47,76    |
| 7     | Jon Rankin       | CAY  | 1:52,72    |
| 8     | Moise Joseph     | HAI  | 1:54,88    |

Finale: 28. Oktober

### 1500 m
| Platz | Athlet              | Land | Zeit (min) |
| ----- | ------------------- | ---- | ---------- |
| 1     | Leandro de Oliveira | BRA  | 3:53,44    |
| 2     | Bayron Piedra       | ECU  | 3:53,45    |
| 3     | Eduar Villanueva    | VEN  | 3:54,06    |
| 4     | Jon Rankin          | CAY  | 3:54,79    |
| 5     | Andrew Acosta       | USA  | 3:55,27    |
| 6     | Javier Carriqueo    | ARG  | 3:55,52    |
| 7     | Nico Herrera        | VEN  | 3:56,30    |
| 8     | Iván López          | CHI  | 3:56,53    |

26. Oktober

### 5000 m
| Platz | Athlet                 | Land | Zeit (min) |
| ----- | ---------------------- | ---- | ---------- |
| 1     | Juan Luis Barrios      | MEX  | 14:13,77   |
| 2     | Bayron Piedra          | ECU  | 14:15,74   |
| 3     | Joilson da Silva       | BRA  | 14:16,11   |
| 4     | Juan Carlos Romero     | MEX  | 14:16,13   |
| 5     | Brandon Bethke         | USA  | 14:17,31   |
| 6     | José Mauricio González | COL  | 14:19,43   |
| 7     | Javier Guarín          | COL  | 14:20,15   |
| 8     | Stephen Furst          | USA  | 14:21,94   |

24. Oktober

### 10.000 m
| Platz | Athlet              | Land | Zeit (min) |
| ----- | ------------------- | ---- | ---------- |
| 1     | Marílson dos Santos | BRA  | 29:00,64   |
| 2     | Juan Carlos Romero  | MEX  | 29:41,00   |
| 3     | Giovani dos Santos  | BRA  | 29:51,71   |
| 4     | James Strang        | USA  | 29:51,93   |
| 5     | Ryan Vail           | USA  | 29:52,04   |
| 6     | Miguel Barzola      | ARG  | 30:12,82   |
| 7     | Raúl Machacuay      | PER  | 30:55,05   |
| 8     | John Tello          | COL  | 31:04,32   |

27. Oktober

### Marathon
| Platz | Athlet              | Land | Zeit (h) |
| ----- | ------------------- | ---- | -------- |
| 1     | Solonei da Silva    | BRA  | 2:16:37  |
| 2     | Diego Colorado      | COL  | 2:17:13  |
| 3     | Juan Carlos Cardona | COL  | 2:18:20  |
| 4     | Luis Alberto Rivera | PUR  | 2:19:06  |
| 5     | José Amado García   | GUA  | 2:20:27  |
| 6     | Carlos Cordero      | MEX  | 2:20:49  |
| 7     | Constantino León    | PER  | 2:21:18  |
| 8     | Patrick Rizzo       | USA  | 2:21:58  |

30. Oktober

### 110 m Hürden
| Platz | Athlet                  | Land | Zeit (s) |
| ----- | ----------------------- | ---- | -------- |
| 1     | Dayron Robles           | CUB  | 13,10    |
| 2     | Paulo Villar            | COL  | 13,27    |
| 3     | Orlando Ortega          | CUB  | 13,30    |
| 4     | Jeff Porter             | USA  | 13,45    |
| 5     | Héctor Cotto            | PUR  | 13,49    |
| 6     | Enrique Llanos          | PUR  | 13,52    |
| 7     | Dominic Berger          | USA  | 13,65    |
| 8     | Matheus Facho Inocêncio | BRA  | 13,76    |

Finale: 28. Oktober
Wind: 1,6 m/s

### 400 m Hürden
| Platz | Athlet          | Land | Zeit (s) |
| ----- | --------------- | ---- | -------- |
| 1     | Omar Cisneros   | CUB  | 47,99    |
| 2     | Isa Phillips    | JAM  | 48,82    |
| 3     | Félix Sánchez   | DOM  | 48,85    |
| 4     | Winder Cuevas   | DOM  | 49,20    |
| 5     | Mahau Suguimati | BRA  | 49,61    |
| 6     | Emanuel Mayers  | TRI  | 50,00    |
| 7     | Reuben McCoy    | USA  | 50,18    |
| 8     | Lee Moore       | USA  | 51,10    |

Finale: 27. Oktober

### 3000 m Hindernis
| Platz | Athlet               | Land | Zeit (min) |
| ----- | -------------------- | ---- | ---------- |
| 1     | José Peña            | VEN  | 8:48,19    |
| 2     | Hudson de Souza      | BRA  | 8:48,75    |
| 3     | José Alberto Sánchez | CUB  | 8:49,75    |
| 4     | Donald Cowart        | USA  | 8:49,97    |
| 5     | Marvin Blanco        | VEN  | 8:50,85    |
| 6     | Derek Scott          | USA  | 8:55,03    |
| 7     | Mario Bazán          | PER  | 8:56,31    |
| 8     | José Rafael Bañales  | MEX  | 9:02,78    |

28. Oktober

### 4 × 100 m Staffel
| Platz | Land                | Athleten                                                         | Zeit (s) |
| ----- | ------------------- | ---------------------------------------------------------------- | -------- |
| 1     | Brasilien           | Ailson Feitosa Sandro Viana Nilson André Bruno de Barros         | 38,18    |
| 2     | St. Kitts und Nevis | Jason Rogers Antoine Adams Delwayne Delaney Brijesh Lawrence     | 38,81    |
| 3     | Vereinigte Staaten  | Calesio Newman Jeremy Dodson Rubin Williams Monzavous Edwards    | 39,17    |
| 4     | Kuba                | David Lescay Michael Herrera Víctor González Roberto Skyers      | 39,75    |
| 5     | Ecuador             | Jhon Tamayo Franklin Nazareno Álex Quiñónez Hugo Chila           | 39,76    |
| 6     | Mexiko              | Miguel Hernández Jorge Alonzo Juan José Reyes José Luis Ceballos | 41,08    |
|       | Chile               | Ignacio Rojas Cristián Reyes Kael Becerra Daniel Pineda          | DNF      |
|       | Bahamas             |                                                                  | DNS      |

Finale: 28. Oktober

### 4 × 400 m Staffel
| Platz | Land                    | Athleten                                                           | Zeit (min) |
| ----- | ----------------------- | ------------------------------------------------------------------ | ---------- |
| 1     | Kuba                    | Noel Ruíz Raidel Acea Omar Cisneros William Collazo                | 2:59,43    |
| 2     | Dominikanische Republik | Arismendy Peguero Luguelín Santos Yoel Tapia Gustavo Cuesta        | 3:00,44    |
| 3     | Venezuela               | Arturo Ramírez Alberto Aguilar José Acevedo Omar Longart           | 3:00,82    |
| 4     | Vereinigte Staaten      | Joshua Scott Bryan Miller Lee Moore Reuben McCoy                   | 3:03,91    |
| 5     | Kanada                  | Philip Osei Dontae Richards-Kwok Tremaine Harris Michael Robertson | 3:07,12    |
| 6     | Mexiko                  | José Luis Ceballos José Juan Esparza Juan Stenner Orlando García   | 3:11,52    |

Finale: 28. Oktober

### 20 km Gehen
| Platz | Athlet                | Land | Zeit (h) |
| ----- | --------------------- | ---- | -------- |
| 1     | Erick Barrondo        | GUA  | 1:21:51  |
| 2     | James Rendón          | COL  | 1:22:46  |
| 3     | Luis Fernando López   | COL  | 1:22:51  |
| 4     | Rolando Saquipay      | ECU  | 1:22:57  |
| 5     | Anibal Paau           | GUA  | 1:24:06  |
| 6     | Eder Sánchez          | MEX  | 1:25:00  |
| 7     | Diego Flores Hinojosa | MEX  | 1:26:08  |
| 8     | John Nunn             | USA  | 1:26:30  |

23. Oktober

### 50 km Gehen
| Platz | Athlet             | Land | Zeit (h) |
| ----- | ------------------ | ---- | -------- |
| 1     | Horacio Nava       | MEX  | 3:48:58  |
| 2     | José Leyver Ojeda  | MEX  | 3:49:16  |
| 3     | Jaime Quiyuch      | GUA  | 3:50:33  |
| 4     | Fredy Hernández    | COL  | 4:00:12  |
| 5     | Jonathan Rieckmann | BRA  | 4:04:07  |
| 6     | Emerson Hernández  | ESA  | 4:12:53  |
| 7     | Néstor Rueda       | COL  | 4:17:40  |
| 8     | Bernardo Calvo     | CRC  | 4:21:19  |

29. Oktober

### Hochsprung
| Platz | Athlet           | Land | Höhe (m) |
| ----- | ---------------- | ---- | -------- |
| 1     | Donald Thomas    | BAH  | 2,32     |
| 2     | Diego Ferrín     | ECU  | 2,30     |
| 3     | Víctor Moya      | CUB  | 2,26     |
| 4     | James Grayman    | ANT  | 2,24     |
| 5     | Brendan Williams | DMA  | 2,21     |
| 6     | Jamie Nieto      | USA  | 2,21     |
| 7     | Jim Dilling      | USA  | 2,21     |
| 8     | Edgar Rivera     | MEX  | 2,18     |

27. Oktober

### Stabhochsprung
| Platz | Athlet              | Land | Höhe (m) |
| ----- | ------------------- | ---- | -------- |
| 1     | Lázaro Borges       | CUB  | 5,80     |
| 2     | Jeremy Scott        | USA  | 5,60     |
| 3     | Giovanni Lanaro     | MEX  | 5,50     |
| 4     | Germán Chiaraviglio | ARG  | 5,50     |
| 5     | Fábio da Silva      | BRA  | 5,40     |
| 6     | Yanquier Lara       | CUB  | 5,40     |
| 7     | Jason Wurster       | CAN  | 5,20     |
| 8     | Luis Carlos Nevárez | MEX  | 5,05     |

28. Oktober

### Weitsprung
| Platz | Athlet           | Land | Weite (m) |
| ----- | ---------------- | ---- | --------- |
| 1     | Daniel Pineda    | CHI  | 7,97      |
| 2     | David Registe    | DMA  | 7,89      |
| 3     | Jeremy Hicks     | USA  | 7,83      |
| 4     | Jorge McFarlane  | PER  | 7,78      |
| 5     | Emiliano Lasa    | URU  | 7,73      |
| 6     | Randall Flimmons | USA  | 7,71      |
| 7     | Rudon Bastian    | BAH  | 7,62      |
|       | Víctor Castillo  | VEN  | 8,05 DSQ  |

Finale: 25. Oktober

### Dreisprung
| Platz | Athlet           | Land | Weite (m) |
| ----- | ---------------- | ---- | --------- |
| 1     | Alexis Copello   | CUB  | 17,21     |
| 2     | Yoandri Betanzos | CUB  | 16,54     |
| 3     | Jefferson Sabino | BRA  | 16,51     |
| 4     | Maximiliano Díaz | ARG  | 16,47     |
| 5     | Samyr Lainé      | HAI  | 16,39     |
| 6     | Chris Carter     | USA  | 16,21     |
| 7     | Alberto Álvarez  | MEX  | 16,20     |
| 8     | Zedric Thomas    | USA  | 16,19     |

27. Oktober

### Kugelstoßen
| Platz | Athlet            | Land | Weite (m) |
| ----- | ----------------- | ---- | --------- |
| 1     | Dylan Armstrong   | CAN  | 21,30     |
| 2     | Carlos Véliz      | CUB  | 20,76     |
| 3     | Germán Lauro      | ARG  | 20,41     |
| 4     | Stephen Sáenz     | MEX  | 19,54     |
| 5     | Eder César Moreno | COL  | 19,48     |
| 6     | Noah Bryant       | USA  | 19,23     |
| 7     | Reynaldo Proenza  | CUB  | 19,19     |
| 8     | Russell Winger    | USA  | 19,11     |

25. Oktober

### Diskuswurf
| Platz | Athlet          | Land | Weite (m) |
| ----- | --------------- | ---- | --------- |
| 1     | Jorge Fernández | CUB  | 65,58     |
| 2     | Jarred Rome     | USA  | 61,71     |
| 3     | Ronald Julião   | BRA  | 61,70     |
| 4     | Yunior Lastre   | CUB  | 61,07     |
| 5     | Jason Young     | USA  | 60,91     |
| 6     | Mario Cota      | MEX  | 59,30     |
| 7     | Jason Morgan    | JAM  | 58,91     |
| 8     | Jesús Parejo    | VEN  | 55,35     |

24. Oktober

### Hammerwurf
| Platz | Athlet             | Land | Weite (m) |
| ----- | ------------------ | ---- | --------- |
| 1     | Kibwe Johnson      | USA  | 79,63     |
| 2     | Michael Mai        | USA  | 72,71     |
| 3     | Noleysi Bicet      | CUB  | 72,57     |
| 4     | Wagner Domingos    | BRA  | 70,16     |
| 5     | Roberto Janet      | CUB  | 69,46     |
| 6     | Juan Ignacio Cerra | ARG  | 66,80     |
| 7     | Roberto Sawyers    | CRC  | 65,09     |
| 8     | Aldo Bello         | VEN  | 63,46     |

26. Oktober

### Speerwurf
| Platz | Athlet                  | Land | Weite (m) |
| ----- | ----------------------- | ---- | --------- |
| 1     | Guillermo Martínez      | CUB  | 87,20     |
| 2     | Cyrus Hostetler         | USA  | 82,24     |
| 3     | Braian Toledo           | ARG  | 79,53     |
| 4     | Sean Furey              | USA  | 77,05     |
| 5     | Víctor Fatecha          | PAR  | 76,92     |
| 6     | Júlio César de Oliveira | BRA  | 76,24     |
| 7     | Keshorn Walcott         | TRI  | 75,77     |
| 8     | Juan José Méndez        | MEX  | 74,18     |

28. Oktober

### Zehnkampf
| Platz | Athlet             | Land | Punkte |
| ----- | ------------------ | ---- | ------ |
| 1     | Leonel Suárez      | CUB  | 8373   |
| 2     | Maurice Smith      | JAM  | 8214   |
| 3     | Yordanis García    | CUB  | 8074   |
| 4     | Gonzalo Barroilhet | CHI  | 7986   |
| 5     | Román Gastaldi     | ARG  | 7826   |
| 6     | Georni Jaramillo   | VEN  | 7679   |
| 7     | Rodrigo Sagaon     | MEX  | 7288   |
| 8     | Claston Bernard    | JAM  | 7246   |

24. und 25. Oktober

## Frauen

### 100 m
| Platz | Athletin               | Land | Zeit (s) |
| ----- | ---------------------- | ---- | -------- |
| 1     | Rosângela Santos       | BRA  | 11,22    |
| 2     | Barbara Pierre         | USA  | 11,25    |
| 3     | Shakera Reece          | BAR  | 11,26    |
| 4     | Ana Cláudia Silva      | BRA  | 11,35    |
| 5     | Mariely Sánchez        | DOM  | 11,49    |
| 6     | Yomara Hinestroza      | COL  | 11,50    |
| 7     | Nelkis Casabona        | CUB  | 11,56    |
| 8     | LaVerne Jones-Ferrette | ISV  | 11,60    |

Finale: 25. Oktober
Wind: −0,2 m/s

### 200 m
| Platz | Athletin          | Land | Zeit (s) |
| ----- | ----------------- | ---- | -------- |
| 1     | Ana Cláudia Silva | BRA  | 22,76    |
| 2     | Simone Facey      | JAM  | 22,86    |
| 3     | Mariely Sánchez   | DOM  | 23,02    |
| 4     | Tameka Williams   | SKN  | 23,06    |
| 5     | Nelkis Casabona   | CUB  | 23,43    |
| 6     | Roxana Díaz       | CUB  | 23,45    |
| 7     | Leslie Cole       | USA  | 23,46    |
| 8     | Darlenys Obregón  | COL  | 23,64    |

Finale: 27. Oktober
Wind: 0,5 m/s

### 400 m
| Platz | Athletin                 | Land | Zeit (s) |
| ----- | ------------------------ | ---- | -------- |
| 1     | Jennifer Padilla         | COL  | 51,53    |
| 2     | Daisurami Bonne          | CUB  | 51,69    |
| 3     | Geisa Aparecida Coutinho | BRA  | 51,87    |
| 4     | Aymée Martínez           | CUB  | 52,09    |
| 5     | Norma González           | COL  | 52,18    |
| 6     | Joelma Sousa             | BRA  | 52,34    |
| 7     | Patricia Hall            | JAM  | 52,69    |
| 8     | Raysa Sánchez            | DOM  | 52,86    |

Finale: 26. Oktober

### 800 m
| Platz | Athletin              | Land | Zeit (min) |
| ----- | --------------------- | ---- | ---------- |
| 1     | Adriana Muñoz         | CUB  | 2:04,08    |
| 2     | Gabriela Medina       | MEX  | 2:04,41    |
| 3     | Rosibel García        | COL  | 2:04,45    |
| 4     | Rose Mary Almanza     | CUB  | 2:04,82    |
| 5     | Christiane dos Santos | BRA  | 2:06,15    |
| 6     | Heather Kampf         | USA  | 2:07.11    |
| 7     | Christina Rodgers     | USA  | 2:08,29    |
| 8     | Nancy Gallo           | ARG  | 2:09,10    |

25. Oktober

### 1500 m
| Platz | Athletin                  | Land | Zeit (min) |
| ----- | ------------------------- | ---- | ---------- |
| 1     | Adriana Muñoz             | CUB  | 4:26,09    |
| 2     | Rosibel García            | COL  | 4:26,78    |
| 3     | Malindi Elmore            | CAN  | 4:27,57    |
| 4     | Fabiana Cristine da Silva | BRA  | 4:28,33    |
| 5     | Urdileidis Quiala         | CUB  | 4:29,08    |
| 6     | Sandra Amarillo           | ARG  | 4:29,49    |
| 7     | Pilar McShine             | TRI  | 4:30,05    |
| 8     | Gladys Landaverde         | ESA  | 4:31,43    |

27. Oktober

### 5000 m
| Platz | Athletin             | Land | Zeit (min) |
| ----- | -------------------- | ---- | ---------- |
| 1     | Marisol Romero       | MEX  | 16:24,08   |
| 2     | Cruz da Silva        | BRA  | 16:29,75   |
| 3     | Inés Melchor         | PER  | 16:41,50   |
| 4     | Sandra López         | MEX  | 16:47,19   |
| 5     | Yudisleidis Castillo | CUB  | 16:49,63   |
| 6     | Yolanda Caballero    | COL  | 16:54,62   |
| 7     | Kim Conley           | USA  | 17:00,90   |
| 8     | Neely Spence         | USA  | 17:01,11   |

27. Oktober

### 10.000 m
| Platz | Athletin             | Land | Zeit (min) |
| ----- | -------------------- | ---- | ---------- |
| 1     | Marisol Romero       | MEX  | 34:07,24   |
| 2     | Cruz da Silva        | BRA  | 34:22,44   |
| 3     | Yolanda Caballero    | COL  | 34:39.14   |
| 4     | Annie Bersagel       | USA  | 35:23,31   |
| 5     | Yudisleidis Castillo | CUB  | 35:35,43   |
| 6     | Julia Rivera         | PER  | 35:46,21   |
| 7     | Cassie Ficken Slade  | USA  | 36:14,96   |
| 8     | Hortensia Arzapalo   | PER  | 37:10,63   |

24. Oktober

### Marathon
| Platz | Athletin                   | Land | Zeit (h) |
| ----- | -------------------------- | ---- | -------- |
| 1     | Adriana Aparecida da Silva | BRA  | 2:36:37  |
| 2     | Madaí Pérez                | MEX  | 2:38:03  |
| 3     | Gladys Tejeda              | PER  | 2:42:09  |
| 4     | Dailín Belmonte            | CUB  | 2:43:39  |
| 5     | Érika Olivera              | CHI  | 2:44:06  |
| 6     | Paula Apolonio             | MEX  | 2:45:03  |
| 7     | Natalia Romero             | CHI  | 2:47:35  |
| 8     | Rosa Chacha                | ECU  | 2:48:40  |

23. Oktober

### 100 m Hürden
| Platz | Athletin         | Land | Zeit (s) |
| ----- | ---------------- | ---- | -------- |
| 1     | Yvette Lewis     | USA  | 12,82    |
| 2     | Angela Whyte     | CAN  | 13,09    |
| 3     | Lina Flórez      | COL  | 13,09    |
| 4     | Brigitte Merlano | COL  | 13,10    |
| 5     | Maíla Machado    | BRA  | 13,14    |
| 6     | Yenima Arencibia | CUB  | 13,22    |
| 7     | Christie Gordon  | CAN  | 13,48    |
| 8     | Lavonne Idlette  | DOM  | 13,62    |

Finale: 26. Oktober
Wind: −0,1 m/s

### 400 m Hürden
| Platz | Athletin          | Land | Zeit (s) |
| ----- | ----------------- | ---- | -------- |
| 1     | Princesa Oliveros | COL  | 56,26    |
| 2     | Lucy Jaramillo    | ECU  | 56,95    |
| 3     | Yolanda Osana     | DOM  | 57,08    |
| 4     | Sharolyn Scott    | CRC  | 57,40    |
| 5     | Jaílma de Lima    | BRA  | 57,71    |
| 6     | Takecia Jameson   | USA  | 57,89    |
| 7     | Mackenzie Hill    | USA  | 58,08    |
| 8     | Karla Saviñón     | MEX  | 58,57    |

Finale: 26. Oktober

### 3000 m Hindernis
| Platz | Athletin        | Land | Zeit (min) |
| ----- | --------------- | ---- | ---------- |
| 1     | Sara Hall       | USA  | 10:03,16   |
| 2     | Ángela Figueroa | COL  | 10:10,14   |
| 3     | Sabine Heitling | BRA  | 10:10,98   |
| 4     | Mason Cathey    | USA  | 10:19,10   |
| 5     | Sara Prieto     | MEX  | 10:23,22   |
| 6     | Sandra López    | MEX  | 10:34,90   |
| 7     | Yoni Ninahuaman | PER  | 11:00,30   |
| 8     | Zuna Portillo   | ESA  | 11:18,40   |

28. Oktober

### 4 × 100 m Staffel
| Platz | Land               | Athletinnen                                                             | Zeit (s) |
| ----- | ------------------ | ----------------------------------------------------------------------- | -------- |
| 1     | Brasilien          | Ana Cláudia Silva Vanda Gomes Franciela Krasucki Rosângela Santos       | 42,85    |
| 2     | Vereinigte Staaten | Kenyanna Wilson Barbara Pierre Yvette Lewis Chastity Riggien            | 43,10    |
| 3     | Kolumbien          | Lina Flórez Jennifer Padilla Yomara Hinestroza Norma González           | 43,44    |
| 4     | Kuba               | Roxana Díaz Nelkis Casabona Grether Guillén Dulaimi Odelín              | 43,97    |
| 5     | Kanada             | Kerri-Ann Mitchell Krysha Bayley Christian Brennan Angela Whyte         | 44,33    |
| 6     | Ecuador            | Pamela Chalá Érika Chávez Daniela Castillo Celene Cevallos              | 46,18    |
|       | Jamaika            | Ornella Livingston Anastasia Le-Roy Simone Facey Yanique Ellington      | DNF      |
|       | Mexiko             | Gabriela Santos Jessica Sánchez Aidé Yesenia Villarreal Matilde Álvarez | DNF      |

28. Oktober

### 4 × 400 m Staffel
| Platz | Land               | Athletinnen                                                              | Zeit (min) |
| ----- | ------------------ | ------------------------------------------------------------------------ | ---------- |
| 1     | Kuba               | Aymée Martínez Diosmely Peña Susana Clement Daisurami Bonne              | 3:28,09    |
| 2     | Brasilien          | Joelma Sousa Geisa Aparecida Coutinho Bárbara de Oliveira Jaílma de Lima | 3:29,59    |
| 3     | Kolumbien          | Princesa Oliveros Norma González Evelis Aguilar Jennifer Padilla         | 3:29,94    |
| 4     | Vereinigte Staaten | Ciara Short Leslie Cole Takecia Jameson Mackenzie Hill                   | 3:33,42    |
| 5     | Mexiko             | Karla Saviñón Gabriela Medina Nallely Vela Zudikey Rodríguez             | 3:40,07    |
| 6     | Ecuador            | Pamela Chalá Celene Cevallos Érika Chávez Lucy Jaramillo                 | 3:45,59    |

28. Oktober

### 20 km Gehen
| Platz | Athletin           | Land | Zeit (h) |
| ----- | ------------------ | ---- | -------- |
| 1     | Jamy Franco        | GUA  | 1:32:38  |
| 2     | Mirna Ortiz        | GUA  | 1:33:37  |
| 3     | Ingrid Hernández   | COL  | 1:34:06  |
| 4     | Mónica Equihua     | MEX  | 1:34:50  |
| 5     | Rosalia Ortiz      | MEX  | 1:36:10  |
| 6     | Arabelly Orjuela   | COL  | 1:36:50  |
| 7     | Claudia Balderrama | BOL  | 1:37:32  |
| 8     | Yadira Guamán      | ECU  | 1:38:42  |

23. Oktober

### Hochsprung
| Platz | Athlet              | Land | Höhe (m) |
| ----- | ------------------- | ---- | -------- |
| 1     | Lesyani Mayor       | CUB  | 1,89     |
| 2     | Romary Rifka        | MEX  | 1,89     |
| 3     | Deirdre Mullen      | USA  | 1,84     |
| 4     | Valdiléia Martins   | BRA  | 1,84     |
| 5     | Fabiola Ayala       | MEX  | 1,84     |
| 6     | Levern Spencer      | LCA  | 1,81     |
| 7     | Kimberly Williamson | JAM  | 1,78     |
| 8     | Gabriela Saravian   | PER  | 1,65     |

26. Oktober
Der ursprünglichen Silbermedaillengewinnerin Marielys Rojas aus Venezuela wurde ihre Medaille nachträglich wegen eines Dopingverstoßes aberkannt.

### Stabhochsprung
| Platz | Athlet              | Land | Höhe (m) |
| ----- | ------------------- | ---- | -------- |
| 1     | Yarisley Silva      | CUB  | 4,75     |
| 2     | Fabiana Murer       | BRA  | 4,70     |
| 3     | Becky Holliday      | USA  | 4,30     |
| 4     | Karla Rosa da Silva | BRA  | 4,30     |
| 5     | Keisa Monterola     | VEN  | 4,30     |
| 6     | Alejandra García    | ARG  | 4,20     |
| 7     | Dailis Caballero    | CUB  | 4,10     |
| 7     | Victoria Robson     | CAN  | 4,10     |

24. Oktober

### Weitsprung
| Platz | Athletin           | Land | Weite (m) |
| ----- | ------------------ | ---- | --------- |
| 1     | Maurren Higa Maggi | BRA  | 6,94      |
| 2     | Shameka Marshall   | USA  | 6,73 w    |
| 3     | Caterine Ibargüen  | COL  | 6,63      |
| 4     | Suslaidys Girat    | CUB  | 6,60      |
| 5     | Keila Costa        | BRA  | 6,37      |
| 6     | Krysha Bayley      | CAN  | 6,36      |
| 7     | Tori Polk          | USA  | 6,34      |
| 8     | Zoila Flores       | MEX  | 6,22 w    |

26. Oktober

### Dreisprung
| Platz | Athletin               | Land | Weite (m) |
| ----- | ---------------------- | ---- | --------- |
| 1     | Caterine Ibargüen      | COL  | 14,92     |
| 2     | Yargelis Savigne       | CUB  | 14,36     |
| 3     | Mabel Gay              | CUB  | 14,28     |
| 4     | Keila Costa            | BRA  | 14,01     |
| 5     | Ayanna Alexander       | TRI  | 13,54     |
| 6     | Crystal Manning        | USA  | 13,53     |
| 7     | Yvette Lewis           | USA  | 13,17     |
| 8     | Aidé Yesenia Villareal | MEX  | 13,06     |

28. Oktober

### Kugelstoßen
| Platz | Athletin           | Land | Weite (m) |
| ----- | ------------------ | ---- | --------- |
| 1     | Misleydis González | CUB  | 18,57     |
| 2     | Cleopatra Borel    | TRI  | 18,46     |
| 3     | Michelle Carter    | USA  | 18,09     |
| 4     | Mailín Vargas      | CUB  | 17,98     |
| 5     | Natalia Ducó       | CHI  | 17,56     |
| 6     | Zara Northover     | JAM  | 16,64     |
| 7     | Alyssa Hasslen     | USA  | 16,56     |
| 8     | Ángela Rivas       | COL  | 16,43     |

27. Oktober

### Diskuswurf
| Platz | Athletin               | Land | Weite (m) |
| ----- | ---------------------- | ---- | --------- |
| 1     | Yarelis Barrios        | CUB  | 66,40     |
| 2     | Aretha Thurmond        | USA  | 59,53     |
| 3     | Denia Caballero        | CUB  | 58,63     |
| 4     | Gia Lewis-Smallwood    | USA  | 57,34     |
| 5     | Karen Gallardo         | CHI  | 57,17     |
| 6     | Rocío Comba            | ARG  | 56,05     |
| 7     | Fernanda Raquel Borges | BRA  | 54,56     |
| 8     | Elisângela Adriano     | BRA  | 54,08     |

28. Oktober

### Hammerwurf
| Platz | Athletin          | Land | Weite (m) |
| ----- | ----------------- | ---- | --------- |
| 1     | Yipsi Moreno      | CUB  | 75,62     |
| 2     | Sultana Frizell   | CAN  | 70,11     |
| 3     | Amber Campbell    | USA  | 69,93     |
| 4     | Arasay Thondike   | CUB  | 68,88     |
| 5     | Keelin Godsey     | USA  | 67,84     |
| 6     | Jennifer Dahlgren | ARG  | 67,11     |
| 7     | Odette Palma      | CHI  | 64,79     |
| 8     | Rosa Rodríguez    | VEN  | 64,78     |

24. Oktober

### Speerwurf
| Platz | Athletin         | Land | Weite (m) |
| ----- | ---------------- | ---- | --------- |
| 1     | Alicia DeShasier | USA  | 58,01     |
| 2     | Yainelis Ribeaux | CUB  | 56,21     |
| 3     | Yanet Cruz       | CUB  | 56,19     |
| 4     | Yusbelys Parra   | VEN  | 53,49     |
| 5     | Coralys Ortiz    | PUR  | 52,81     |
| 6     | Fresa Iris Núñez | DOM  | 51,79     |
| 7     | Olivia McKoy     | JAM  | 51,40     |
| 8     | Kateema Riettie  | JAM  | 50,97     |

27. Oktober

### Siebenkampf
| Platz | Athletin           | Land | Punkte |
| ----- | ------------------ | ---- | ------ |
| 1     | Lucimara da Silva  | BRA  | 6133   |
| 2     | Yasmiany Pedroso   | CUB  | 5710   |
| 3     | Francia Manzanillo | DOM  | 5644   |
| 4     | Gretchen Quintana  | CUB  | 5544   |
| 5     | Agustina Zerboni   | ARG  | 5472   |
| 6     | Crystal Ruiz       | MEX  | 5346   |
| 7     | Guillercy González | VEN  | 5251   |
| 8     | Karla Schleske     | MEX  | 5184   |

25. und 26. Oktober